# Maranta foliosa
Maranta foliosa är en strimbladsväxtart som beskrevs av Friedrich August Körnicke. Maranta foliosa ingår i släktet Maranta och familjen strimbladsväxter. Inga underarter finns listade.